# Ville-sur-Saulx
Ville-sur-Saulx is een gemeente in het Franse departement Meuse (regio Grand Est) en telt 300 inwoners (2005). De plaats maakt deel uit van het arrondissement Bar-le-Duc.

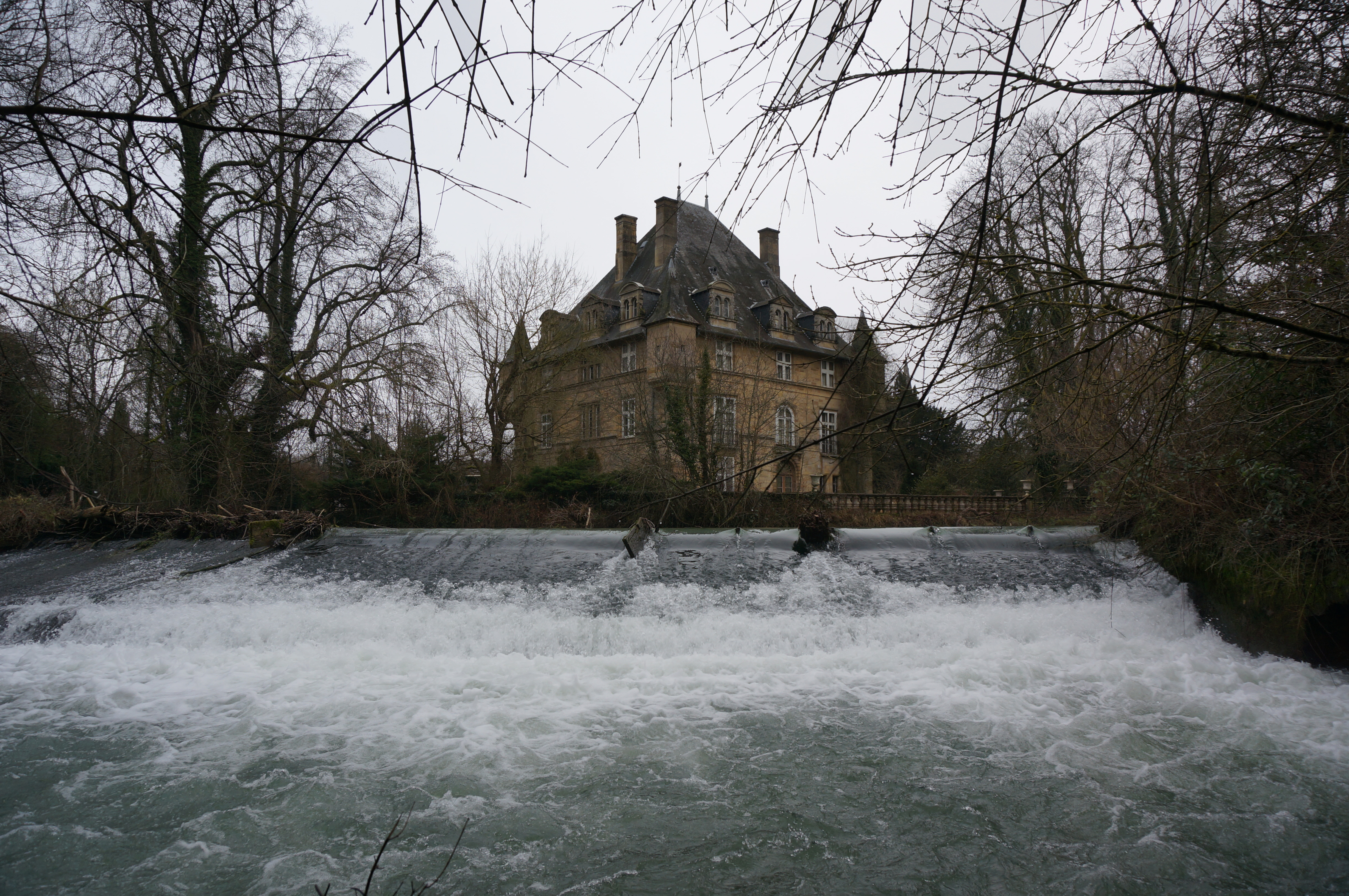
Château de Trèves

## Geografie
De oppervlakte van Ville-sur-Saulx bedraagt 4,1 km², de bevolkingsdichtheid is 73,2 inwoners per km².
De onderstaande kaart toont de ligging van Ville-sur-Saulx met de belangrijkste infrastructuur en aangrenzende gemeenten.

## Demografie
Onderstaande figuur toont het verloop van het inwonertal (bron: INSEE-tellingen).